# Theo Hilton
 (mars 2024).
La mise en forme du texte ne suit pas les recommandations de Wikipédia : il faut le « wikifier ».
Les points d'amélioration suivants sont les cas les plus fréquents. Le détail des points à revoir est peut-être précisé sur la page de discussion.
- Les titres sont pré-formatés par le logiciel. Ils ne sont ni en capitales, ni en gras.
- Le texte ne doit pas être écrit en capitales (les noms de famille non plus), ni en gras, ni en italique, ni en « petit »…
- Le gras n'est utilisé que pour surligner le titre de l'article dans l'introduction, une seule fois.
- L'italique est rarement utilisé : mots en langue étrangère, titres d'œuvres, noms de bateaux, etc.
- Les citations ne sont pas en italique mais en corps de texte normal. Elles sont entourées par des guillemets français : « et ».
- Les listes à puces sont à éviter, des paragraphes rédigés étant largement préférés. Les tableaux sont à réserver à la présentation de données structurées (résultats, etc.).
- Les appels de note de bas de page (petits chiffres en exposant, introduits par l'outil «  Source ») sont à placer entre la fin de phrase et le point final[comme ça].
- Les liens internes (vers d'autres articles de Wikipédia) sont à choisir avec parcimonie. Créez des liens vers des articles approfondissant le sujet. Les termes génériques sans rapport avec le sujet sont à éviter, ainsi que les répétitions de liens vers un même terme.
- Les liens externes sont à placer uniquement dans une section « Liens externes », à la fin de l'article. Ces liens sont à choisir avec parcimonie suivant les règles définies. Si un lien sert de source à l'article, son insertion dans le texte est à faire par les notes de bas de page.
- La présentation des références doit suivre les conventions bibliographiques. Il est recommandé d'utiliser les modèles {{Ouvrage}}, {{Chapitre}}, {{Article}}, {{Lien web}} et/ou {{Bibliographie}}. Le mode d'édition visuel peut mettre en forme automatiquement les références.
- Insérer une infobox (cadre d'informations à droite) n'est pas obligatoire pour parachever la mise en page.

Pour une aide détaillée, merci de consulter Aide:Wikification.
Si vous pensez que ces points ont été résolus, vous pouvez retirer ce bandeau et améliorer la mise en forme d'un autre article.
 (avril 2024).
Pour les articles homonymes, voir Hilton.
Theo Hilton est un musicien et auteur-compositeur-interprète américain. Il est surtout connu pour son travail en tant que batteur et chanteur du groupe punk folk Defiance, Ohio, auteur-compositeur-interprète du groupe indie folk Nana Grizol et cofondateur du label all-queer DIY Cruisin' Records . Né et élevé  Athens, (Géorgie), la musique de Hilton est largement façonnée par son expérience d'enfance queer dans Amérique rurale.

## Carrière

### Defiance, Ohio
Hilton a rejoint le groupe en 2005 en tant que batteur. Plus tard, il jouerait de la guitare et chantera pour le groupe.

### Nana Grizol
Officiellement formé en 2007 par Hilton, Nana Grizol met en vedette Laura Carter et Robbie Cucchiaro, anciens élèves du Neutral Milk Hotel, aux cors, ainsi qu'une pléthore d'autres musiciens de la région d'Athènes, en Géorgie.

### Cruisin' Records
En partenariat avec son ami de longue date et collègue musicien Clyde Peterson, Hilton a lancé Cruisin' Records en 2018, avec l'intention de soutenir et de promouvoir les artistes queer. Chaque groupe signé sur Cruisin' Records est composé de musiciens queer ou soutient activement les causes LGBT.

## Vie privée
Hilton est ouvertement queer. Actuellement, Il vit dans le ville de la Nouvelle-Orléans, où il est doctorant en anthropologie culturelle à l'Université de Tulane.

## Discographie

### Avec Defiance, Ohio
| Date de sortie  | Titre                        | Étiquette       | Format |
| --------------- | ---------------------------- | --------------- | ------ |
| 13 avril 2006   | The Great Depression         | No Idea Records | CD, LP |
| 4 décembre 2007 | The Fear, The Fear, The Fear | No Idea Records | CD, LP |
| 6 juillet 2010  | Midwestern Minutes           | No Idea Records | CD, LP |

| Date de sortie | Titre                        | Étiquette       | Format |
| -------------- | ---------------------------- | --------------- | ------ |
| 2009           | Songs for the Icarus Project | Auto-publié     | MP3    |
| 2012           | The Calling                  | No Idea Records | MP3    |

### Avec Shark Shark
| Date de sortie | Titre       | Étiquette   | Format |
| -------------- | ----------- | ----------- | ------ |
| 19 juin 2014   | shark shark | Auto-publié | MP3    |

### Avec Nana Grizol
| Date de sortie   | Titre                | Étiquette                                | Format  |
| ---------------- | -------------------- | ---------------------------------------- | ------- |
| 13 mai 2008      | Love It Love It      | Orange Twin Record Company               | CD, LP  |
| 10 janvier 2010  | Ruth                 | Orange Twin Record Company               | CD, LP  |
| 31 mars 2017     | Ursa Minor           | Orange Twin Record Company               | CD, LP  |
| 26 juin 2020     | South Somewhere Else | Don Giovanni Records / Arrowhawk Records | CD, LP  |
| 23 décembre 2022 | Dancing Dogs         | Cruisin' Records                         | LP, MP3 |

| Date de sortie  | Titre     | Étiquette        | Format |
| --------------- | --------- | ---------------- | ------ |
| 19 octobre 2018 | Theo Zumm | Cruisin' Records | CD, LP |

| Date de sortie | Titre                                  | Étiquette   | Format |
| -------------- | -------------------------------------- | ----------- | ------ |
| 2014           | Nightlights I-III + Tacoma Center 1600 | Auto-publié | MP3    |

## Voir également
- Elephant 6